# Cachorrilla
Cachorrilla – gmina w Hiszpanii, w prowincji Cáceres, w Estramadurze, o powierzchni 41,38 km². W 2011 roku gmina liczyła 102 mieszkańców.